# Przebudzenie Anbaru

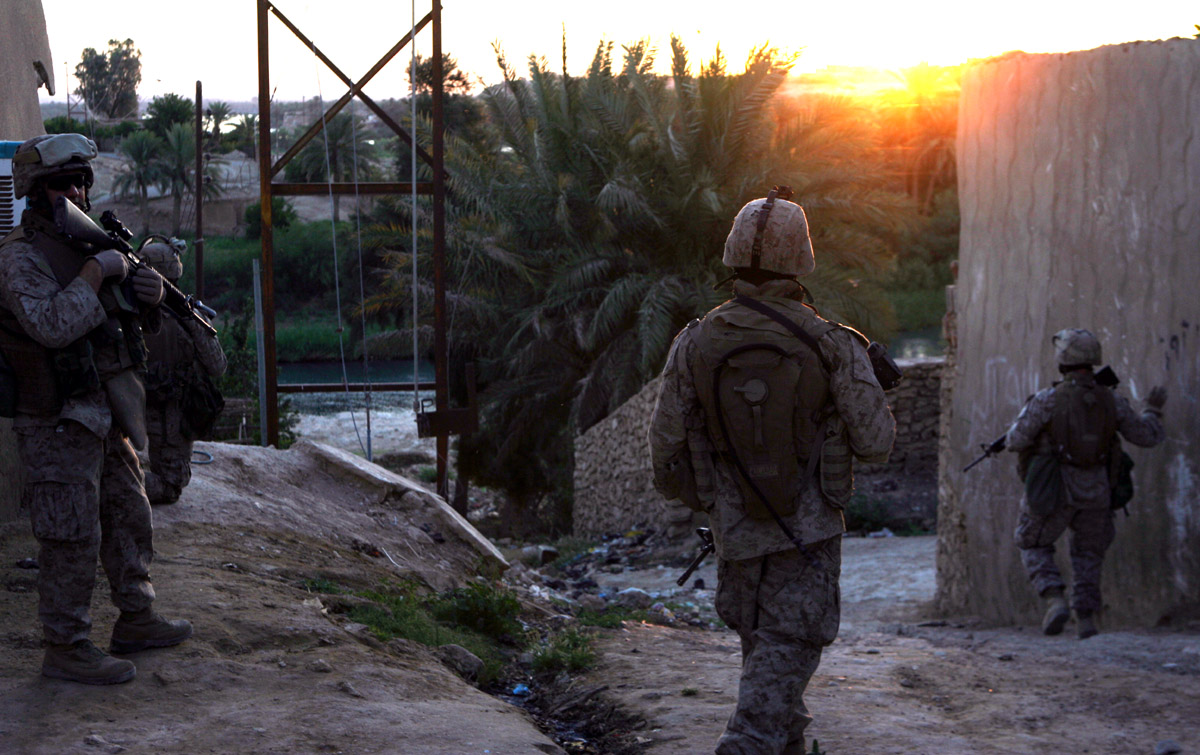
Żołnierze amerykańscy w prowincji Al-Anbar. Wsparcie ze strony wojska USA odegrało kluczową rolę w powstaniu i rozwoju Przebudzenia Anbaru

Przebudzenie Anbaru – zbrojny ruch oporu zorganizowany przez irackie sunnickie plemiona zamieszkujące prowincję Al-Anbar przeciwko terrorystom z Al-Ka’idy, finansowany przez wojsko Stanów Zjednoczonych. Działał między wiosną 2007 a jesienią 2008, do momentu, gdy został rozbity przez zdominowany przez szyitów rząd Nuriego al-Malikiego.

## Historia

### Tło wydarzeń
Wskutek amerykańskiej interwencji w 2003 w Iraku obalone zostały rządy Saddama Husajna i partii Baas. Tym samym przerwana została dominacja sunnitów w życiu politycznym kraju. Chociaż bowiem ideologia baasizmu zakłada jedność wszystkich Arabów niezależnie od wyznania, w irackiej praktyce politycznej to islam sunnicki był faworyzowany, a szyici spotykali się z różnorodnymi ograniczeniami. Obalenie Saddama Husajna oznaczało gwałtowny wzrost znaczenia polityków i partii szyickich. To oni zdominowali utworzone przez Amerykanów nowe instytucje władzy. Aktywnie starali się również promować własną wersję nacjonalizmu irackiego, opartą właśnie na szyizmie. Niezależnie od oficjalnych organów władzy w Iraku działały szyickie bojówki (największą była Armia Mahdiego) dopuszczające się zbrodni na sunnitach. Działania te wywołały sprzeciw u sunnitów. Znacząca część tej społeczności zbojkotowała wybory parlamentarne w Iraku w styczniu 2005, w efekcie pozostając bez politycznej reprezentacji.
W efekcie część sunnitów w imię odzyskania dawnej pozycji była gotowa porozumieć się z organizacjami fundamentalistycznymi. Umożliwiło to szybki rozwój organizacji terrorystycznych w Iraku, w tym Al-Ka’idy. Zbrojne wystąpienia przeciwko rządowi zdominowanemu przez szyitów i przeciwko wojskom amerykańskim były najsilniejsze w prowincjach Al-Anbar i Dijala, gdzie Al-Ka’idę wsparły lokalne plemiona sunnickie. Zamieszkana w 95% przez sunnitów prowincja Al-Anbar graniczy z Arabią Saudyjską, Jordanią i Syrią, co sprawiło, że z krajów tych mogli napływać fundamentalistyczni bojownicy, broń i pieniądze. Głównym ośrodkiem terrorystów była najpierw Al-Falludża, a następnie Ramadi.
Pierwsze próby ograniczania działalności Al-Ka’idy w prowincji Al-Anbar miały miejsce, lokalnie, w 2005. Jednak dopiero wiosną 2007 plemiona z prowincji Al-Anbar, a następnie również plemiona z Dijali wypowiedziały Al-Ka’idzie dotychczasową współpracę. Ataki terrorystyczne na Amerykanów i działania wojsk koalicji wymierzone w fundamentalistów przynosiły bowiem plemionom poważne straty. Miejscowych sunnitów, sympatyzujących dotąd z fundamentalistami, oburzał także fakt, że w komórkach Al-Ka’idy dowódcze role pełnili terroryści z zagranicy, zaś dla Irakijczyków przewidywano co najmniej rolę szeregowych żołnierzy. Plemiona Al-Anbaru odrzucały ponadto salaficką wersję islamu forsowaną przemocą przez Al-Ka’idę. Wreszcie plemienni przywódcy, obserwując zmiany w polityce amerykańskiej wobec sunnitów, doszli do przekonania, że Amerykanie zrozumieli, że utrzymywanie całej władzy przez szyitów jest niecelowe i będą skłonni działać w interesie ich społeczności.

### Powstanie, działalność i zniszczenie ruchu
Plemiona zapowiedziały, że odtąd będą walczyć z Al-Ka’idą i jej sojusznikami, nazywają swój ruch Przebudzeniem Anbaru. Na czele rady dowodzącej ruchem stanął Abd as-Sattar Iftichan ar-Riszawi. Ruch otrzymał pomoc finansową (ok. 2 mln dolarów) i uzbrojenie, jak również był szkolony przez Amerykanów. Amerykańskie fundusze nie trafiały wprost do milicji powstających w ramach Przebudzenia, ale do przywódców plemion, którzy formalnie ogłaszali ich powstanie. Według niektórych źródeł wypracowany w ten sposób system pozwolił na znaczące osłabienie terrorystów w prowincjach Al-Anbar i Dijala, a także w sunnickich dzielnicach Bagdadu. Inni autorzy twierdzą, że Przebudzenie odegrało pewną rolę jedynie w dostarczaniu Amerykanom informacji wywiadowczej, zaś w bezpośrednich starciach z fundamentalistami odnosiło sukcesy tylko wtedy, gdy miało wsparcie wojsk koalicji. Faktycznie jednak z rąk bojowników Przebudzenia zginęła pewna liczba członków Al-Ka’idy w Iraku.
Zbrojenie plemion sunnickich odbywało się bez zgody i mimo dezaprobaty rządu w Bagdadzie, na czele którego stał Nuri al-Maliki z szyickiej partii Zew Islamu. Politycy szyiccy obawiali się, że po wycofaniu się wojsk koalicji w Iraku na jego terytorium będą faktycznie działały dwie armie: jedna rządowa i druga zdecydowanie mu wroga. Nuri al-Maliki, także z pomocą amerykańską, uzyskał informacje o liderach Przebudzenia, a następnie doprowadził do masowych aresztowań dowódców lokalnych milicji. Ci, którzy nie trafili do więzień, zostali aresztowani, a wielu z nich poddano torturom. Ruch został do jesieni 2008 faktycznie zniszczony. Według Toby’ego Dodge'a łatwość, z jaką premier zlikwidował organizację, której się obawiał, świadczy o tym, że Przebudzenie Anbaru nie cieszyło się szczególnie szerokim zainteresowaniem i poparciem mieszkańców prowincji. Zdaniem tego autora wojsko amerykańskie opłaciło niewielką grupę zdesperowanych działaczy, by ci mogli się zorganizować i przekazać cenne informacje wywiadowcze, ale już nie odegrać znaczącą rolę w bezpośrednich walkach lub w ponownej integracji sunnitów w irackim życiu politycznym.